# Nefroptose
Nefroptose (também chamada de "rim flutuante" ou ptose renal) é uma condição anormal na qual o rim cai para baixo na pélvis quando o paciente é posto para cima. É mais comum em mulheres que em homens. Foi um das doenças mais controversas entre doutores em seu diagnóstico e em suas terapias. E uma condição rara e anormal em que o rim desce para a pélvis quando o paciente se levanta, sendo mais incidente em mulheres do que em homens.

## Sintomas
A nefroptose é assintomática na maioria das pessoas. No entanto, a nefroptose pode ser caracterizada por ataques violentos de cólicas nos lados do corpo, náuseas, calafrios, hipertensão, hematúria e proteinúria. Pessoas com nefroptose sintomática queixam-se frequentemente de dores agudas que se irradiam para a virilha. Muitas pessoas também sugerem uma sensação de peso no abdômen. A dor geralmente é aliviada ao deitar-se. Acredita-se que a dor na lateral do corpo ao ficar em pé, aliviada ao deitar, seja devida ao movimento do rim, causando obstrução intermitente do trato renal. O ataque de dor cólica é denominado de paroxismo renal.

## Diagnóstico e terapia
Acredita-se que resulte da deficiência de suporte das fáscias pararrenais inferiores. A causa exata da nefroptose não é completamente compreendida, mas várias teorias foram propostas. Fatores como perda de peso significativa, falta de tecido adiposo ao redor dos rins (tecido adiposo perirrenal), trauma abdominal e enfraquecimento dos tecidos de suporte do rim podem contribuir para o desenvolvimento da nefroptose. Algumas pessoas têm uma predisposição genética para essa condição.
O diagnóstico é contemplado com base nos sintomas do paciente. O diagnóstico é confirmado durante a urografia intravenosa, pela obtenção de filmes em posição ereta e supina. A varredura renal com DMSA pode mostrar contagens diminuídas na posição sentada em comparação com a varredura supina. O diagnóstico de nefroptose envolve uma avaliação médica completa. Geralmente, o profissional de saúde levará em consideração os sintomas relatados pelo paciente, realizará um exame físico e poderá solicitar exames complementares, como ultrassonografia, tomografia computadorizada (TC) ou ressonância magnética (RM) para avaliar a posição dos rins durante diferentes posições do corpo. O diagnóstico é confirmado quando os rins se deslocam mais do que o normal durante as mudanças de posição.
A nefropexia foi realizada no passado para estabilizar o rim, mas atualmente a cirurgia não é recomendada em pacientes assintomáticos. A nefropexia não garante que os sintomas irão desaparecer. A nefropexia laparoscópica tornou-se recentemente disponível para pacientes sintomáticos selecionados.
A terapia da nefroptose pode variar com base na gravidade dos sintomas e na interferência com a qualidade de vida. Em alguns casos, medidas conservadoras podem ser suficientes para aliviar os sintomas. Estas podem incluir:
- Mudanças na dieta: Aumentar a ingestão de líquidos e consumir alimentos ricos em proteínas pode ajudar a fornecer um suporte extra para os rins.
- Uso de cintos ou faixas de suporte: Cintos específicos podem ser recomendados para ajudar a manter os rins em posição durante a atividade física.
- Mudanças no estilo de vida: Evitar atividades que causem desconforto ou dor nos rins, bem como manter um peso saudável, pode ajudar a minimizar os sintomas.[2]

Em casos mais graves ou quando os sintomas não respondem às medidas conservadoras, a cirurgia pode ser considerada. A nefropexia é um procedimento cirúrgico em que os rins são fixados em uma posição mais estável, geralmente com a ajuda de suturas ou outras técnicas de fixação.